# Beniakovce
Beniakovce (em alemão: Benakowetz; húngaro: Benyék) é um município da Eslováquia, situado no distrito de Košice-okolie, na região de Košice. Tem 3,81 km² de área e sua população em 2018 foi estimada em 747 habitantes.

## Demografia
| Ano:        | 1994 | 2004   | 2014    | 2024    |
| ----------- | ---- | ------ | ------- | ------- |
| Broj ljudi: | 529  | 558    | 645     | 873     |
| Razlika:    |      | +5,48% | +15,59% | +35,34% |

| Ano:               | 2023 | 2024   |
| ------------------ | ---- | ------ |
| Número de pessoas: | 839  | 873    |
| Diferença:         |      | +4,05% |